# Christian Vieri
Christian Vieri, známy také jako Bobo (12. červenec 1973, Bologna, Itálie) je bývalý italský fotbalový útočník.
Je považován za jednoho z nejsilnějších útočníku své generace. Za svou 18 letou kariéru hrál v 11 italských týmech a také ve dvou zahraničních. Nejdéle hrál za Inter, celkem šest sezon. Jediný titul v lize vyhrál v Juventusu (1996/97). Dále vyhrál Superpohár UEFA 1996, Interkontinentální pohár 1996 a s Laziem poslední pohár PVP 1998/99. Také se stal v sezoně 1996/97 nejlepším střelcem v lize. Také působil ve španělském klubu Atlético Madrid ve kterém také byl nejlepším střelcem v lize (1997/98).
Jeho přestup v roce 1999 z Lazia do Interu byl za 90 miliard lir ve své době rekordem v historii přestupového trhu.
Za reprezentaci odehrál 49 utkání a vstřelil 23 branek. Na dvou turnajích MS (1998 a 2002) vstřelil celkem 9 branek.
Pelé ho roku 2004 zařadil mezi 125 nejlepších žijících fotbalistů. V anketě o Zlatý míč byl v letech 1997 na 10. místě, 1998 26. místě a 1999 7. místě.

## Klubová kariéra

### Turín (1991–1992)
Za FC Turín Vieri debutoval v zápase domácího poháru. Jako nevyužitý náhradník přihlížel porážce proti Ajaxu ve finále Poháru UEFA.

### Další kluby (1992–1996)
Později strávil po jedné sezóně v týmech italské druhé ligy. Nejprve hrál za AC Pisa 1909, poté za Ravenna FC 1913 a pak za Benátky FC. V ročníku 1995/96 si zahrál nejvyšší soutěž za Atalantu.

### Juventus (1996–1997)
Turínský Juventus si pořídil Vieriho jako náhradu za odcházejícího Fabrizia Ravanelliho.
Trenér Marcello Lippi utvořil útočnou vozbu ve složení Vieri-Bokšić podporovanou Del Pierem, která Juventusu v ročníku 1996/1997 vystřílela Scudetto (mistrovský titul). Ve finále Lize mistrů ale tým nestačil na Borussii Dortmund.

### Atlético Madrid (1997–1998)
Během léta v roce 1997 překvapil fotbalový svět přestupem do Atlética Madrid, které měl trénovat Radomir Antić.
Prezident Atlética Jesús Gil za posily utratil částku celkem 45 milionů liber (£) a do týmu tak kromě Vieriho přibyl například Juninho Paulista.
Debutoval 30. srpna 1997 proti Realu Madrid v 1. kole ligy, zápas skončil nerozhodně 1:1.
První trefa přišla v Poháru UEFA proti Leicesteru, když Vieri proměnil kontroverzní penaltu a přispěl k výhře 2:1.
Koncem září se dostal do formy a zaznamenal sedm branek za čtveřici zápasů bez porážky včetně hattricku proti Realu Zaragoza při výhře 5:1.
Proti řeckému PAOK Soluň v pohárové Evropě také vstřelil hattrick včetně povedené branky takřka z nulového úhlu.
V listopadu proti UD Compostela si přivodil zranění a návrat se konal až začátkem nového roku.
Začátkem března vsítil proti Aston Ville v Poháru UEFA jediný gól tohoto klání.
Atlético po prohře 1:2 v odvetě postoupilo do semifinále, kde nestačilo na Lazio. Na domácí scéně Atleti zaznamenali pokles formy, který způsobilo též zranění Juninha, přesto Vieri mužstvo gólově táhl. Proti Salamance dal rovnou čtyři branky, celek z Madridu ale na soupeře nestačil a prohrál 4:5. V předposledním kole pomohl dvěma trefami k vítězství 5:2 nad Barcelonou, jeho góly ale nakonec nestačily na více než sedmé místo.
Celkově v La Lize zaznamenal 24 branek za 24 zápasů.
Náležela mu tak Trofeo Pichichi pro nejlepšího střelce.
Na konci roku 1997 se objevil v závěrečné nominaci na Zlatý míč a skončil na děleném devátém místě.

### Lazio Řím (1998–1999)
Vieri se dobře uvedl na světovém šampionátu ve Francii, což vyvolalo zájem velkoklubů. Jeho služby si nakonec zajistilo římské SS Lazio, které Atléticu zaplatilo částku 17,5 milionů liber (£).
Nastoupil do 22 zápasů italské Serie A – obvykle po boku Marcela Salase – v nichž vstřelil 12 branek. Trenér Sven-Göran Eriksson dovedl Lazio do finále posledního ročníku Poháru vítězů pohárů, ve kterém italský celek zdolal Mallorcu 2:1. Na střelecké listině stála jména Vieri, Dani a Nedvěd.
V italské lize skončilo Lazio druhé.

### Inter Milán (1999–2005)
Inter Milán vykoupil Vieriho léta 1999 za částku 28 milionů liber (£) a učinil z něj nejdražší přestup historie. Rovnou tři Vieriho přestupy v tu dobu patřily mezi 10 nejdražších fotbalových přestupů vůbec.
Prezident Interu Massimo Moratti tak získal útočného partnera pro Brazilce Ronalda. Vieri se zde znovu setkal s trenérem Lippim.
Vieri se hned v prvním kole blýskl hattrickem proti Hellasu Verona.
V průběhu září přispěl gólem k výhře 5:1 nad Parmou a jediným gólem zápasu pomohl překonat jeho bývalý tým FC Turin.
Vzhledem k Ronaldovým zraněním se Vieri v útoku spoléhal na Zamorana, Recobu či Baggia. Stal se nejlepším střelcem svého týmu v italské lize, celkově dal 13 gólů.
Sezónu tým zakončil na čtvrtém místě, zajistil si však účast v předkole Ligy mistrů. Trofej Lippiho mužstvo nevybojovalo.
Následující rok se Nerazzurri museli obejít zcela bez zraněného Ronalda. Vieri v Serii A zaznamenal 18 branek za 27 utkání, ale tým se nevzmohl na více než páté místo. Sezóna 2001/2002 přinesla zlepšení a nového trenéra Héctora Cúpera. Inter měl ještě v posledním kole naději na první titul od roku 1989. Milánští podlehli přes góly Vieriho a Di Biagia 2:4, titul tak získal Juventus.
Byl to Vieri, kdo v ročníku 2002/2003 ukořistil korunu pro nejlepšího střelce Serie A. V rámci Ligy mistrů gólově pomohl postupu do čtvrtfinále přes španělskou Valencii. Kvůli zranění neovlivnil semifinále proti AC Milán, který nakonec soutěž opanoval.
Letní měsíce v roce 2003 s sebou přinesly zájem londýnské Chelsea, jejíž údajnou nabídku 22 milionů liber Inter odmítl,
sám Vieri navíc žádal až příliš vysoký plat. Chelsea nakonec koupila Vieriho partnera v útoku, Hernána Crespa.
Vieriho novou konkurencí do útoku se stali Júlio Cruz a Obafemi Martins. Koncem září na domácí půdě zařídil vítězství 2:1 proti Dynamu Kyjev ve skupině v Lize mistrů, když se vrátil na hřiště po zranění kotníku a prosadil se po přímém kopu Kily Gonzáleze v poslední třicetiminutovce.
Na podzim dostal vyhazov trenér Cúper a na jeho místo přišel Alberto Zaccheroni, se kterým neměl Vieri nejlepší vztahy.
Vieri za sezónu nastřílel 13 ligových branek za 22 zápasů, ale ambiciózní Inter skončil až čtvrtý a znovu bez trofeje.
Tým převzal Roberto Mancini, jenž v útoku plánoval spárovat Vieriho s Adrianem, do toho ovšem záhy promlouval nadějný Obafemi Martins.
Inter v Lize mistrů postoupil ze skupiny, ve které Vieri zaznamenal branku v zápase s Valencií při výhře 5:1.
Během osmifinálového dvojzápasu proti Portu si připsal pár minut, neboť kouč Mancini vsadil především na Adriana, jenž se hattrickem zasloužil o postup.
Ve čtvrtfinále ale Černobílí nestačili na milánského rivala, AC po výsledcích 0:2 a 0:3. Vieri odehrál jen 35 minut prvního klání, přednost před ním opět dostali jiní (Cruz, Martins, Adriano).
V lednu 2005 proti Sampdorii pomohl otočit domácí utkání v samotném závěru, kdy ještě v 87. minutě Inter prohrával 0:2.
Po gólu Martinse mu právě tento nigerijský mladík lobem nahrál na vyrovnávací gól na 2:2 už v nastaveném čase a dílo dokonal Álvaro Recoba ve třetí minutě nastavení.
Ve 35. kole ligy na hřišti Brescie Vieri pojistil vedení 3:0 po dvou gólech Martinse, což Interu zajistilo konečnou příčku číslo tři.
Za 27 zápasů se trefil ve 12 případech v Serii A. Ve své poslední sezóně za Inter patřila Vierimu čtvrtá příčka v žebříčku nejlépe placených fotbalistů s ročním platem 8,2 milionů liber (£).
Před ním byli pouze David Beckham, Ronaldo a Zinédine Zidane, všichni z Realu Madrid.

### AC Milán (2005–2006)
Začátkem července 2005 se upsal týmu AC Milán, a to na dva roky, poté co se dohodl na rozvázání smlouvy s Interem.
Jeho konkurencí se měli stát Andrij Ševčenko, Filippo Inzaghi, Alberto Gilardino a Jon Dahl Tomasson. V mužstvu se neprosadil, v italské lize dal gól pouze Empoli při říjnové výhře 3:1.
Jeden gól přidal v domácím poháru.

### AS Monaco (2006)
V lednu 2006 přestoupil do AS Monaco, se kterým podepsal smlouvu na rok a půl.
Zájem měly projevit také anglické kluby Tottenham a Newcastle.
Během zápasu v Ligue 1 26. března proti PSG si po souboji s Bernardem Mendym přivodil zranění kolena. To mu znemožnilo dokončit sezónu a také odcestovat na mistrovství světa.

### Atalanta (2006–2007)
Vieri se léta 2006 vrátil do Atalanty, kde podepsal jednoroční kontrakt s měsíčním platem 1 500 eur. Za každý gól ale měl inkasovat 100 000 eur.
Nováček soutěže se umístil na osmém místě. Vieri během v pořadí druhého angažmá v Atalantě odehrál jen sedm ligových zápasů a dal dva góly.

### Fiorentina (2007–2008)
Mezi roky 2007 a 2008 působil ve Fiorentině, které se přezdívá La Viola. S tou 34letý Vieri jako volný hráč podepsal jednoroční kontrakt a měl se pro trenéra Cesare Prandelliho stát náhradou za odcházejícího Lucu Toniho.
Za Fiorentinu si zahrál 26 ligových zápasů, ve kterých se trefil šestkrát. Během čtyř skupinových zápasů Poháru UEFA mířil třikrát přesně a jako střídající zaznamenal gól i proti Mladé Boleslavi v tom posledním, čtvrtém.
Semifinále proti Rangers došlo do penaltového rozstřelu, ve kterém Vieri neproměnil tu svoji a Fiorentina byla vyřazena. Ve druhém zápase měl jako čerstvý hráč z lavičky několik příležitostí, ale gól nevstřelil.

### Atalanta (2008–2009)
V roce 2008 už potřetí působil v Atalantě. Zranění mu ovšem dovolila zahrát si v pouze pěti podzimních zápasech Serie A, i tak stihl dát alespoň dva góly, proti Udinese a Juventusu.
Koncem roku 2008 byl na rádiové stanici Rai Radio 2 zvolen druhým největším zklamáním v italské lize, první skončil Quaresma.
Poté co mu fanoušci dali najevo nespokojenost s jeho výkony, opustil během dubna tým z Lombardie, přestože měl klub zájem na jeho setrvání.
Přes námluvy s anglickým Blackburnem a brazilským Botafogem bylo angažmá v Atalantě Vieriho posledním.

## Přestupy
- z Atalanta do Juventus za 3 770 000 Euro
- z Juventus do Atlético Madrid za 17 560 000 Euro
- z Atlético Madrid do Lazio za 28 410 000 Euro (nejdražší hráč té doby)
- z Lazio do Inter za 46 480 000 Euro (nejdražší hráč té doby)

## Statistiky
| Sezóna  | Klub            | Liga             | Liga   | Liga | Ligové poháry | Ligové poháry | Ligové poháry | Kontinentální poháry | Kontinentální poháry | Kontinentální poháry | Celkem | Celkem |
| Sezóna  | Klub            | Soutěž           | Zápasy | Góly | Soutěž        | Zápasy        | Góly          | Soutěž               | Zápasy               | Góly                 | Zápasy | Góly   |
| ------- | --------------- | ---------------- | ------ | ---- | ------------- | ------------- | ------------- | -------------------- | -------------------- | -------------------- | ------ | ------ |
| 1989/90 | Prato           | Serie C1         | 0      | 0    | -             | 0             | 0             | -                    | 0                    | 0                    | 0      | 0      |
| 1990/91 | Turín           | Serie A          | 0      | 0    | IP            | 0             | 0             | -                    | 0                    | 0                    | 0      | 0      |
| 1991/92 | Turín           | Serie A          | 6      | 1    | IP            | 1             | 1             | UEFA                 | 0                    | 0                    | 7      | 2      |
| 1992    | Turín           | Serie A          | 1      | 13   | IP            | 1             | 0             | -                    | 0                    | 0                    | 2      | 0      |
| 1992/93 | Pisa            | Serie B          | 18     | 2    | IP            | 0             | 0             | -                    | 0                    | 0                    | 18     | 2      |
| 1993/94 | Ravenna         | Serie B          | 32     | 12   | IP            | 1             | 0             | -                    | 0                    | 0                    | 33     | 12     |
| 1994/95 | Benátky         | Serie B          | 29     | 11   | IP            | 0             | 0             | -                    | 0                    | 0                    | 29     | 11     |
| 1995/96 | Atalanta        | Serie A          | 19     | 7    | IP            | 2             | 2             | -                    | 0                    | 0                    | 21     | 9      |
| 1996/97 | Juventus        | Serie A          | 23     | 8    | IP            | 5             | 1             | LM+ES+IP             | 8+1+0                | 4+1+0                | 37     | 14     |
| 1997/98 | Atlético Madrid | Primera Division | 24     | 24   | ŠP            | 1             | 0             | UEFA                 | 7                    | 5                    | 32     | 29     |
| 1998/99 | Lazio           | Serie A          | 32     | 12   | IP+IS         | 2+0           | 1             | PVP                  | 4                    | 1                    | 28     | 14     |
| 1999/00 | Inter           | Serie A          | 19+1   | 13   | IP            | 5             | 5             | -                    | 0                    | 0                    | 25     | 18     |
| 2000/01 | Inter           | Serie A          | 27     | 18   | IP            | 0             | 0             | LM+UEFA              | 0+5                  | 1                    | 32     | 19     |
| 2001/02 | Inter           | Serie A          | 25     | 22   | IP            | 1             | 0             | UEFA                 | 2                    | 3                    | 28     | 25     |
| 2002/03 | Inter           | Serie A          | 23     | 24   | IP            | 0             | 0             | LM                   | 14                   | 3                    | 37     | 27     |
| 2003/04 | Inter           | Serie A          | 22     | 13   | IP            | 1             | 0             | LM+UEFA              | 5+4                  | 2+2                  | 32     | 17     |
| 2004/05 | Inter           | Serie A          | 27     | 13   | IP            | 3             | 3             | LM                   | 6                    | 1                    | 36     | 17     |
| 2005/06 | Milán           | Serie A          | 8      | 1    | IP            | 1             | 1             | LM                   | 5                    | 0                    | 14     | 2      |
| 2006    | Monaco          | Ligue 1          | 7      | 3    | FP            | 2             | 1             | UEFA                 | 2                    | 1                    | 11     | 5      |
| 2006/07 | Atalanta        | Serie A          | 7      | 2    | IP            | 0             | 0             | -                    | 0                    | 0                    | 7      | 2      |
| 2007/08 | Fiorentina      | Serie A          | 26     | 6    | IP            | 1             | 0             | UEFA                 | 12                   | 3                    | 39     | 9      |
| 2008/09 | Atalanta        | Serie A          | 9      | 2    | IP            | 0             | 0             | -                    | 0                    | 0                    | 9      | 2      |
| Celkově | Celkově         | Celkově          | 375    | 194  | -             | 28            | 15            | -                    | 75                   | 27                   | 478    | 236    |

## Reprezentační kariéra

### Do 21 let
V letech 1992 až 1996 hrál za reprezentaci do 21 let. Pod vedením trenéra Maldiniho nastoupil do 22 utkání a vstřelil 11 branek. První utkání odehrál a také první branku vstřelil 15. října 1992 proti Švýcarsku U21 (1:0). Byl na dvou turnajích ME U21 (1994 a 1996). U obou slavil vítězství.

### Seniorská
Za seniorskou reprezentaci nastupoval v letech 1997 až 2005. Za tuhle dobu odehrál 49 utkání a vstřelil 23 branek. I když nikdy nezískal mezinárodní titul, vždy dokázal střílet branky na MS. První zápas odehrál a také první branku vstřelil 29. března 1997 ve věku 23 let proti Moldavsku (3:0). Jeho branka byla jako 1000. gól v historii reprezentace.
Byl povolán na MS 1998. Odehrál všechna pět utkání a vstřelil pět branek. Jenže ve čtvrtfinále prohráli s Francií na penalty. Dalším turnajem mělo být ME 2000, jenže kvůli zranění jej neabsolvoval. Na MS 2002 vstřelil ze čtyř utkání čtyři branky, jenže v osmifinále prohráli v prodloužení z Jižní Koreou. Posledním turnajem bylo ME 2004. Ale po třech zápasech ve skupině nepostoupili ze skupiny. Jeho posledním utkání bylo 12. října 2005 proti stejnému soupeři jako při svém debutu, Moldavsku (2:1). A také jako při svém debutu, vstřelil branku. Kvůli zranění přišel o MS 2006, kde konečně reprezentace získala zlato.

### Statistika na velkých turnajích
| Reprezentace | Rok     | Zápasy             | Zápasy | Zápasy      | Zápasy           | Zápasy           | Zápasy        |
| Reprezentace | Rok     | Fáze turnaje       | Datum  | Soupeř      | Odehraných minut | Vstřelené branky | Výsledek      |
| ------------ | ------- | ------------------ | ------ | ----------- | ---------------- | ---------------- | ------------- |
| Itálie       | MS 1998 | 1 zápas ve skupině | 11. 6. | Chile       | 71               | 1                | 2:2           |
| Itálie       | MS 1998 | 2 zápas ve skupině | 17. 6. | Kamerun     | 90               | 2                | 3:0           |
| Itálie       | MS 1998 | 3 zápas ve skupině | 23. 6. | Rakousko    | 60               | 1                | 2:1           |
| Itálie       | MS 1998 | Osmifinále         | 27. 6. | Norsko      | 90               | 1                | 1:0           |
| Itálie       | MS 1998 | Čtvrtfinále        | 3. 7.  | Francie     | 120              | 0                | 3:4 na (pen.) |
| Itálie       | MS 2002 | 1 zápas ve skupině | 3. 6.  | Ekvádor     | 90               | 2                | 2:0           |
| Itálie       | MS 2002 | 2 zápas ve skupině | 8. 6.  | Chorvatsko  | 90               | 1                | 1:2           |
| Itálie       | MS 2002 | 3 zápas ve skupině | 13. 6. | Mexiko      | 90               | 0                | 1:1           |
| Itálie       | MS 2002 | Osmifinále         | 18. 6. | Jižní Korea | 120              | 1                | 1:2 v (prodl. |
| Itálie       | ME 2004 | 1 zápas ve skupině | 14. 6. | Dánsko      | 90               | 0                | 0:0           |
| Itálie       | ME 2004 | 2 zápas ve skupině | 18. 6. | Švédsko     | 90               | 0                | 1:1           |
| Itálie       | ME 2004 | 3 zápas ve skupině | 22. 6. | Bulharsko   | 37               | 0                | 2:1           |

## Hráčské úspěchy

### Klubové
- 1× vítěz italské ligy (1996/97)
- 1× vítěz italského poháru (2004/05)
- 1× vítěz italského superpoháru (1998)
- 1× vítěz Poháru PVP (1998/99)
- 1× vítěz evropského superpoháru (1996)
- 1× vítěz Interkontinentálního poháru (1996)

### Reprezentační
- 2× na MS (1998, 2002)
- 1× na ME (2004)
- 2× na ME 21 (1994 – zlato, 1996 – zlato)

### Individuální
- 1× Nejlepší střelec italské ligy (1996/97)
- 1× Nejlepší střelec španělské ligy (1997/98)
- 1× Nejlepší hráč ligy (1998/99)
- 2× Italský fotbalista roku (1999, 2002)
- All Stars Team ESM (1997/98, 2001/02, 2002/03)
- člen FIFA 100 (2004)

## Osobní život
Vieri ve volném čase rád hraje kriket.